# Steve von Bergen
Steve von Bergen, född 10 juni 1983 i Neuchâtel, Schweiz, är en schweizisk fotbollsspelare som sedan juni 2013 spelar för den schweiziska klubben BSC Young Boys och Schweiz landslag.